# Mastinomorphus piceipennis
Mastinomorphus piceipennis är en skalbaggsart som först beskrevs av Maurice Pic 1929.  Mastinomorphus piceipennis ingår i släktet Mastinomorphus och familjen Phengodidae. Inga underarter finns listade i Catalogue of Life.